# Großer Judenplatz
Koordinaten: 49° 45′ 27″ N, 6° 38′ 28″ O
Der Große Judenplatz war ein Platz im heutigen Bezirk Mitte/Gartenfeld von Trier.
Er ist im Jahr 1360 urkundlich erwähnt („uf der großer platze“) und liegt eingezwängt zwischen Hauptmarkt, Stockstraße, Stockplatz und Jakobstraße und befand sich vermutlich im nördlichen, trichterartig breiten Abschnitt der Judengasse des einstigen Trierer Judenviertels. In diesem rund 7000 m² großen Areal rund um den Großen Judenplatz lebten rund 300 Mitglieder der jüdischen Gemeinde Trier. Durch einen Torbogen vom Hauptmarkt aus, der mit einer Kette abgeschlossen werden konnte, hatte man Zugang zum Platz. Das Viertel ist sehr eng bebaut.